# Castiarina loriae
Castiarina loriae es una especie de escarabajo del género Castiarina, familia Buprestidae. Fue descrita científicamente por Kerremans en 1895.